# Bernard Clerfayt

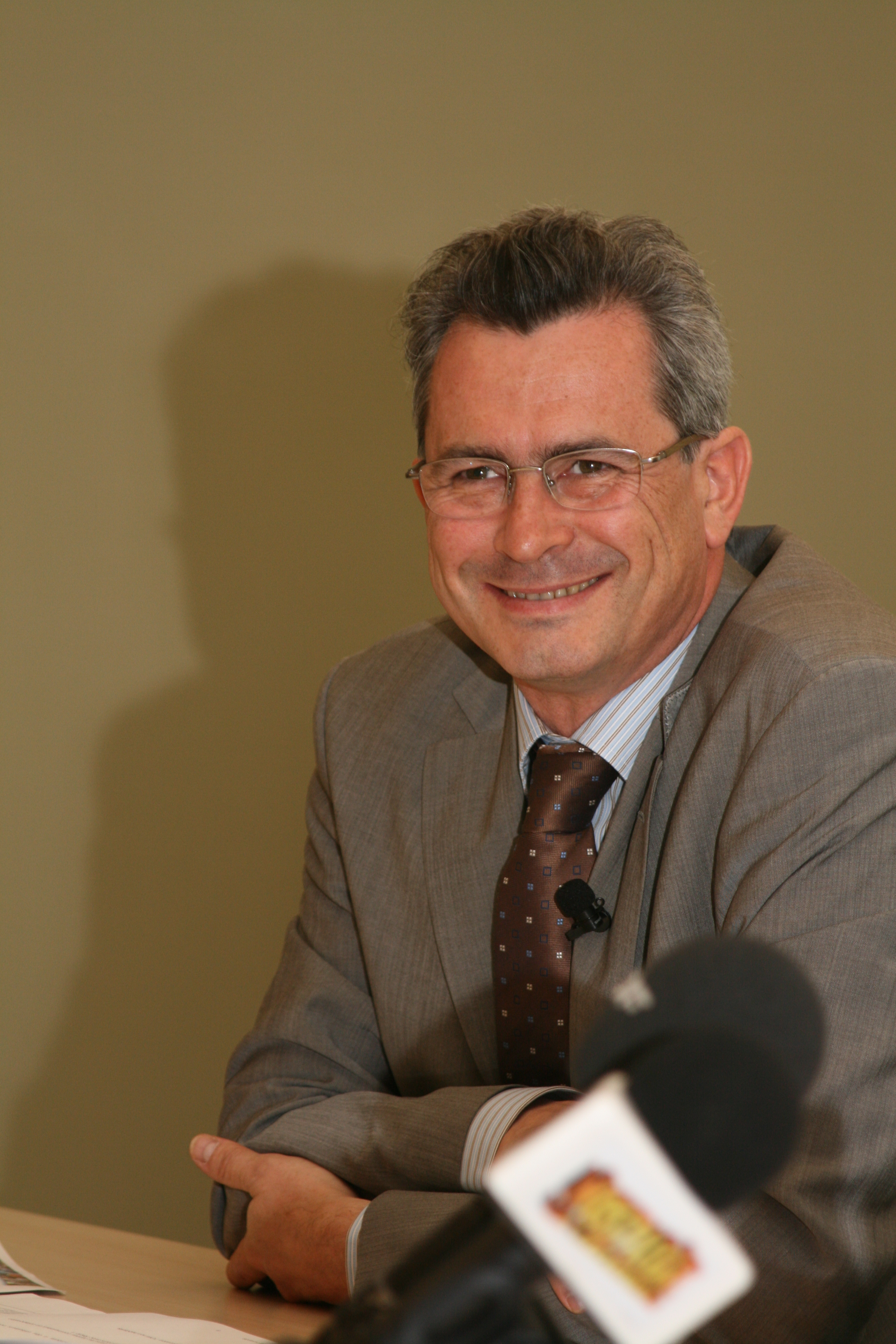
Bernard Clerfayt (2008)

Bernard Clerfayt (* 30. September 1961 in Uccle/Ukkel) ist ein belgischer Politiker.
Er erwarb an der Université catholique de Louvain in Louvain-la-Neuve die Licence und den Magister in Wirtschaftswissenschaften und ist ein namhafter Forscher und Professor.

## Politische Karriere
Auf lokaler Ebene wurde er erstmals 1988 gewählt und war von 1989 bis 2007 Mitglied des Regionalrates (Parlaments) von Brüssel. Clerfayt ist auch stellvertretender Vorsitzender des „Front démocratique des francophones“, der Teil der Partei „Mouvement Réformateur“ (frankophone liberale Partei Belgiens) ist, und seit 2001 Bürgermeister von Schaerbeek/Schaarbeek, Brüssel. Seit den Wahlen von 2007 ist er Mitglied der belgischen Abgeordnetenkammer. Am 20. März 2008 leistete Clerfayt vor König Albert II. seinen Eid als belgischer Staatssekretär für Finanzen, zuständig für die Bekämpfung von Steuerhinterziehung, Modernisierung der Finanzen und Umweltsteuern.